# Heinrich Hockermann

Heinrich Hockermann

Heinrich Hockermann (* 12. September 1900 in Hagen; † 9. September 1980 in Rotenburg) war ein deutscher Politiker (NSDAP).

## Leben und Wirken
Nach dem Besuch der Volksschule und einer höheren Privatlehranstalt in Dortmund absolvierte Heinrich Hockermann eine Schlosserlehre. Anschließend war er zeitweise in diesem Beruf tätig, um schließlich – nach der Fortbildung an der staatlichen höheren Maschinenbauschule in Hagen – als Ingenieur zu arbeiten.
Zum 1. Februar 1931 trat Hockermann in die NSDAP ein (Mitgliedsnummer 458.709). In dieser übernahm er Aufgaben als Kreisbetriebszellenobmann. Sein erstes öffentliches Amt bekleidete er als Stadtverordneter der Stadt Mülheim an der Ruhr.
Von November 1933 bis zum März 1936 saß Hockermann als Abgeordneter für den Wahlkreis 23 (Düsseldorf West) im nationalsozialistischen Reichstag. Zwar kandidierte Hockermann bei der Reichstagswahl am 29. März 1936 erneut, erhielt diesmal aber kein Mandat.
Nach dem Zweiten Weltkrieg war er als Oberregierungsrat im Staatsdienst beschäftigt und engagierte sich in der Gesamtdeutschen Partei, für die er bei der Bundestagswahl 1969 erfolglos auf der niedersächsischen Landesliste kandidierte. Hockermann war auch in Heimat- und Vertriebenenverbänden aktiv, zuletzt als Kreisvorsitzender in Schwarmstedt.